# 지바 롯데 마린스
지바 롯데 마린스(일본어: 千葉ロッテマリーンズ 치바 롯테 마린즈[*])는 일본의 프로 야구 구단으로, 퍼시픽 리그 소속이다. 팀명인 마린스(Marines)는 해병대를 의미한다.
센트럴 리그와 퍼시픽 리그라는 양대 리그가 출범한 1950년에 마이니치 오리온스(毎日オリオンズ)라는 이름으로 창단하여 1992년에 현재의 구단 이름으로 변경하면서, 현재의 구단주는 신동빈이 구단주 직책으로 전권을 행사하고 있다. 그전까지 신격호 前 롯데그룹 총괄회장이 세상을 떠나면서 차남 신동빈이 직접 물려받았다.
1952년부터 1991년까지 도쿄도와 미야기현, 가나가와현 등의 연고지를 두었으며, 1992년부터 현재까지 지바현에 본거지를 두고 있다. 일본 시리즈 초대 우승 팀(1950년, 당시 마이니치 오리온스)이며, 퍼시픽 리그 우승 5회와 일본 시리즈를 4회 제패한 경력을 가지고 있다. 가장 최근의 우승은 센트럴 리그 우승 팀인 주니치 드래건스를 꺾은 2010년이다.

## 구단의 역사

### 오리온스 시대

#### 마이니치 오리온스
1949년 9월, 마이니치 신문을 모회사로 하는 ‘마이니치 구단’이 설립되어 ‘마이니치 오리온스(毎日オリオンズ)’가 결성되었다. 마이니치 신문사는 애초부터 쇼와 초기에 세미프로 야구팀인 ‘오사카 마이니치 야구단(大阪毎日野球団, 大毎野球団)’을 조직하고 있었다. 제2차 세계 대전 이후 쇼리키 마쓰타로의 권유를 계기로 구단 결성의 기운이 높아져 전후의 ‘대매야구단(=오사카 마이니치 야구단)’을 기초로 자신들이 주최한 도시 대항 야구의 유력 선수를 스카우트를 해 구단을 결성했다. 9월 21일, 일본 야구 연맹에 가맹을 신청했다.
리그 확대의 분위기를 타서 가맹을 신청했지만 라이벌 사였던 요미우리 신문(요미우리 자이언츠의 모회사)과 주부 닛폰 신문사(현 주니치 신문, 주니치 드래건스의 모회사)가 강하게 반발했다. 교섭은 평행선을 걸어 전철계를 중심으로 한 마이니치 가맹 찬성파 구단에 의한 태평양 야구 연맹(퍼시픽 리그)가 결성된다고 하는 ‘양대 리그 분립 소동’으로 발전했다.
이 소동 속에서 오사카 타이거스의 주력 선수였던 와카바야시 다다시, 벳토 가오루, 도이가키 다케시, 혼도 야스지, 고 쇼세이가 마이니치로 이적했다. 가맹 찬성을 표명했지만 리그 분립 직전에 태도를 번복한 타이거스에 대해 마이니치의 보복으로 대량의 선수들을 빼돌리기 했다고 말해졌다.
이리하여 1950년의 퍼시픽 리그 정규 경기 개시로 참가했다. 본거지는 고라쿠엔 구장이고, 마이니치 신문 도쿄 본사 운동부장으로 전전에는 메이지 대학의 에이스였다가 대매야구단의 일원이 된 유아사 요시오를 총감독으로, 전 타이거스 감독인 와카바야시 다다시를 감독(선수 겸임)으로 하는 체제를 취해(실질적으로는 유아사가 감독 권한을 장악, 기록상의 감독도 유아사) 타이거스로부터의 이적해 온 선수진에 다이요 어업으로부터 스카우트를 한 고치 다쿠시, 도쿠라 가쓰키를 더하는 일명 ‘미사일 타선’을 형성, 투수에는 전년도 도시 대항 야구를 평정한 벳푸 호시노 조의 에이스 아라마키 아쓰시나, 다이요 어업으로부터 스카우트한 노무라 다케시가 활약했다.
창단 1년 만에 리그 우승, 일본 시리즈에서도 쇼치쿠 로빈스를 압도하여 초대 프로 야구 일본 시리즈 우승 팀의 자리를 차지했다. 1952년 7월, 후쿠오카 헤이와다이 구장에서 벌어진 니시테쓰 라이온스전에서 우천과 일몰을 악용해 고의로 경기를 노 게임으로 하는 마이니치 측의 책략에 관중들이 격노하여 폭동이 발생해(헤이와다이 사건) 폭동 사건에 대한 책임을 지고 유아사 총감독, 와카바야시 감독이 경질되었다. 덧붙여서 마이니치 오리온스 시대의 유니폼은 홈경기는 양키스 타입, 원정경기는 다저스 타입이었다.

#### 다이마이 오리온스
1957년 11월 28일, 그 해 리그 최하위였던 다이에이 유니온스와 합병하여 '마이니치 다이에이 오리온스'로 개칭한다. 약칭은 다이마이 오리온스. 구단주에는 다이에이 유니온스의 구단주였던 나가타 마사이치가 취임.
다이마이로 새출발한 이후 1958년은 4위, 1959년은 준우승(리그 우승팀 난카이 호크스와 6게임 차)을 기록했고, 맹장 니시모토 유키오 감독이 취임한 1960년에는 에노모토 기하치, 야마우치 가즈히로, 다미야 겐지로 등 발군의 파괴력을 가진 일명 '미사일 타선'의 힘으로 10년만에 리그 우승을 차지한다. 그러나 다이요 웨일스와의 일본 시리즈에서는 0승 4패로 참패했고, 시리즈 2차전에서 스퀴즈 작전 실패가 나가타 구단주의 노여움을 사 니시모토 감독은 1년만에 해임되었고, 그 이후는 B클래스(1961년~62년 4위,1963년 5위)로 추락했다.
1960년 이후 마이니치 측 구단 임원이 전원 사퇴하면서 구단 경영의 전권은 사실상 나가타가 행사하게 되었고, 1962년 6월, 고라쿠엔 구장을 떠나 나가타 구단주가 사재를 털어 건립한 도쿄 스타디움으로 본거지를 옮긴다.

#### 도쿄 오리온스 시대
1964년, 구단명을 도쿄 오리온스로 개칭. 현재의 지역 밀착 방법과는 약간 거리가 먼, 도쿄도를 본거지로 하는 타 구단들이 도쿄를 구단명에 넣지 않은 것을 나가타 구단주가 주목하여 "도쿄를 본거지로 하는 구단 중에서 유일하게 '도쿄'를 자칭하는 우리 오리온스야말로 도쿄를 대표하는 팀"이라고 발안한 것이 계기였다. 하지만 이 개칭은 마이니치 신문사 측과 교섭없이 진행되어 마이니치 측이 불쾌감을 표시한 결과, 마이니치는 1966년을 마지막으로 스폰서를 중단했다. 이에 따라 구단은 나가타 측이 완전히 장악하게 되었다.
이 시기의 성적은 4년 연속 B클래스였고, 다이마이 시절의 1961년~63년까지 포함하면 7년 연속 B클래스였다.
이후, 1969년 제과회사 롯데가 구단을 인수했는데 롯데 외에도 산토리 마쓰시타 전기 도시바 산요 전기 등이 구단 인수 물망에 거론됐지만 구단 경영에 용훼하지 말라는 오리온스 측의 제휴 조건 때문에 좌절됐다.

### 마린스 시대

#### 제2차 밸런타인 감독 시대
2004년에 1995년에 롯데를 2위로 끌어올린 바비 밸런타인을 재선임함으로써 롯데는 다시 상위권 싸움에 돌입하였고 닛폰햄과 3위자리를 놓고 오르락 내리락하며 시즌 마지막 경기까지 3위 싸움을 하였고 시즌 마지막 경기에서 롯데가 이기고 닛폰햄이 지면 플레이오프에 진출하고 닛폰햄이 비기면 규정에 따라 작년 시즌 상위 랭크인 롯데가 홈구장에서 플레이오프 직행 티켓을 걸고 타이 브레이커를 치루게 될 수 있었으나 롯데와 닛폰햄이 모두 승리함으로써 롯데는 반 게임차로 닛폰햄에게 진출권을 내주게된다. 하지만 2004년에는 프로야구 재편 문제로 파업이 일어나 2경기가 취소된 탓이 컸기에 더욱 아쉬웠던 시즌이었다.그래도 9년만에 5할 달성에 성공하였다.
2005년에는 플래툰 시스템을 이용해 초반부터 선두를 지켰고 이 시즌에 처음 실시된 교류전에서 우승을 하는 등 선두를 지켰으나 후반기에 힘이 떨어져 2위를 기록하게 된다. 그래도 10년만의 A클래스 및 플레이오프 진출이었고 승률은 0.632의 높은 승률이었다. 제 1스테이지에서 세이부를 2승 무패로 가볍게 누르고 제 2 스테이지에서 다이에를 인수한 소프트뱅크와 리그 우승 및 일본시리즈 진출권을 놓고 겨루게 된다.롯데는 예상을 뒤엎고 2연승으로 앞서다가 2연패로 몰려 일본시리즈 진출 실패 위기에 놓였으나 5차전에 천신만고 끝에 역전승을 거두어 31년만에 퍼시픽 리그 우승 및 일본시리즈에 진출하게 된다. 일본시리즈에서 한신 타이거스를 4승 무패로 제압하여 일본시리즈 우승을 거두었고 이어서 아시아 시리즈에서도 3승 무패로 우승을 하는 등 최고의 한해를 보낸다.
2006년에는 전년도에 이어 교류전 2연패를 달성하였으나 상위팀들과 격차가 크게 벌여저 4위를 기록하여 2년 연속 플레이오프 진출 실패하게 된다.
2007년에는 2위로 클라이맥스 시리즈에 진출하여 퍼스트 스테이지에서 소프트뱅크를 2승1패로 제압하고 파이널 스테이지에서 닛폰햄과 맞붙었으나 2승3패로 패퇴하여 2년만의 일본시리즈 진출을 실패한다.
2008년에는 8월 말까지 하위권을 기록하였으나 9월 초에 다시 상위권 싸움에 불을 지폈고 한동안은 3위권을 지켰으나 결국 닛폰햄에게 반 게임차로 밀려 4위를 기록함으로써 클라이맥스 시리즈 진출에 실패한다.
결국에는 성적 부진 및 프런트와 재계약을 놓고 갈등을 빚게 된 바비 밸런타인 감독은 태업을 하였고 롯데는 이 여파로 시즌 초부터 꼴찌를 하여 하위권을 전진하게 되나 오릭스를 가까스로 제치고 5위를 기록하여 꼴찌를 면했다. 바비 밸런타인은 롯데와 다시 재계약을 하지 않음으로써 팀을 떠난다.

## 역대 연고지
- 도쿄도 아라카와구(1952년 ~ 1973년)
- 미야기현 센다이시(1974년 ~ 1977년)
- 가나가와현 가와사키시(1978년 ~ 1991년)
- 지바 현 지바시(1992년 ~ )

## 역대 감독
- 유아사 요시오(湯浅禎夫, 1950년 ~ 1952년)
- 벳토 가오루(別当薫, 1952년)〈제1차〉
- 와카바야시 다다시(若林忠志, 1953년)
- 벳토 가오루(別当薫, 1954년 ~ 1959년)〈제2차〉
- 니시모토 유키오(西本幸雄, 1960년)
- 우노 미쓰오(宇野光雄, 1961년 ~ 1962년)
- 혼도 야스지(本堂保次, 1963년 ~ 1965년)
  - 노닌 와타루(濃人渉, 1965년 〈제1차〉)【감독 대행】
- 다마루 히토시(田丸仁, 1966년)
- 도쿠라 가쓰키(戸倉勝城, 1967년)
- 노닌 와타루(濃人渉, 1967년 ~ 1971년 시즌 중)〈제2차〉(1971년 시즌 중[3] ~ 종료 2군감독)
- 오사와 게이지(大沢啓二, 1971년 시즌 중[4] ~ 1972년)(1969년 ~ 1971년 시즌 중 2군감독)
- 가네다 마사이치(金田正一, 1973년 ~ 1978년)〈제1차〉
- 야마우치 가즈히로(山内一弘, 1979년 ~ 1981년)
- 야마모토 가즈요시(山本一義, 1982년 ~ 1983년)
- 이나오 가즈히사(稲尾和久, 1984년 ~ 1986년)
- 아리토 미치요(有藤道世, 1987년 ~ 1989년)
- 가네다 마사이치(金田正一, 1990년 ~ 1991년)〈제2차〉
  - 도쿠타케 사다유키(徳武定祐, 1990년)【감독 대행】
- 야기사와 소로쿠(八木沢荘六, 1992년 ~ 1994년)
  - 나카니시 후토시(中西太, 1994년)【감독 대행】
- 바비 밸런타인(Bobby Valentine, 1995년)〈제1차〉
- 에지리 아키라(江尻亮, 1996년)
- 곤도 아키히토(近藤昭仁, 1997년 ~ 1998년)
- 야마모토 고지(山本功児, 1999년 ~ 2003년)
- 바비 밸런타인(Bobby Valentine, 2004년 ~ 2009년)〈제2차〉
- 니시무라 노리후미(西村徳文, 2010년 ~ 2012년)
- 이토 쓰토무(伊東勤, 2013년 ~ 2017년)
- 이구치 다다히토(井口資仁, 2018년 ~ 2022년)
- 요시이 마사토(吉井理人, 2023년 ~ )

※ 〈 〉은 재임 차수.

## 연도별 성적
| 연도   | 감독                      | 순위 | 경기 | 승리 | 패전 | 무승부 | 승률 | 승차   | 타율 | 홈런 | 평균자책점 | 비고               |
| ------ | ------------------------- | ---- | ---- | ---- | ---- | ------ | ---- | ------ | ---- | ---- | ---------- | ------------------ |
| 1950년 | 유아사 요시오             | 1위  | 120  | 81   | 34   | 5      | .704 | -      | .286 | 124  | 3.42       |                    |
| 1951년 | 유아사 요시오             | 3위  | 110  | 54   | 51   | 5      | .514 | 22.5   | .258 | 59   | 3.25       |                    |
| 1952년 | 유아사 요시오·벳토 가오루 | 2위  | 120  | 75   | 45   | 0      | .625 | 1      | .264 | 72   | 2.87       |                    |
| 1953년 | 와카바야시 다다시         | 5위  | 120  | 56   | 62   | 2      | .475 | 14.5   | .252 | 56   | 3.13       |                    |
| 1954년 | 벳토 가오루               | 3위  | 140  | 79   | 57   | 4      | .581 | 10.5   | .236 | 89   | 2.69       |                    |
| 1955년 | 벳토 가오루               | 3위  | 142  | 85   | 55   | 2      | .607 | 14     | .251 | 89   | 2.46       |                    |
| 1956년 | 벳토 가오루               | 4위  | 154  | 84   | 66   | 4      | .558 | 13.5   | .234 | 95   | 2.40       |                    |
| 1957년 | 벳토 가오루               | 3위  | 132  | 75   | 52   | 5      | .587 | 8      | .239 | 80   | 2.47       |                    |
| 1958년 | 벳토 가오루               | 4위  | 130  | 62   | 63   | 5      | .496 | 16     | .239 | 72   | 2.79       |                    |
| 1959년 | 벳토 가오루               | 2위  | 136  | 82   | 48   | 6      | .631 | 6      | .255 | 114  | 2.76       |                    |
| 1960년 | 니시모토 유키오           | 1위  | 133  | 82   | 48   | 3      | .631 | -      | .262 | 100  | 2.66       |                    |
| 1961년 | 우노 미쓰오               | 4위  | 140  | 72   | 66   | 2      | .521 | 15     | .258 | 103  | 3.23       |                    |
| 1962년 | 우노 미쓰오               | 4위  | 132  | 60   | 70   | 2      | .462 | 18     | .268 | 92   | 3.71       |                    |
| 1963년 | 혼도 야스지               | 5위  | 150  | 64   | 85   | 1      | .430 | 23.5   | .246 | 117  | 3.05       |                    |
| 1964년 | 혼도 야스지               | 4위  | 150  | 77   | 68   | 5      | .531 | 6      | .249 | 93   | 2.86       |                    |
| 1965년 | 혼도 야스지               | 5위  | 140  | 62   | 74   | 4      | .456 | 25.5   | .232 | 117  | 2.90       |                    |
| 1966년 | 다마루 히토시             | 4위  | 134  | 61   | 69   | 4      | .469 | 18     | .240 | 112  | 2.93       |                    |
| 1967년 | 도쿠라 가쓰키·노닌 와타루 | 5위  | 137  | 61   | 69   | 7      | .469 | 14     | .240 | 87   | 3.01       |                    |
| 1968년 | 노닌 와타루               | 3위  | 139  | 67   | 63   | 9      | .515 | 13     | .262 | 155  | 3.32       |                    |
| 1969년 | 노닌 와타루               | 3위  | 130  | 69   | 54   | 7      | .561 | 5.5    | .260 | 142  | 3.11       |                    |
| 1970년 | 노닌 와타루               | 1위  | 130  | 80   | 47   | 3      | .630 | -      | .263 | 166  | 3.23       |                    |
| 1971년 | 노닌 와타루·오사와 게이지 | 2위  | 130  | 80   | 46   | 4      | .635 | 3.5    | .270 | 193  | 3.77       |                    |
| 1972년 | 오사와 게이지             | 5위  | 130  | 59   | 68   | 3      | .465 | 20.5   | .264 | 148  | 4.54       |                    |
| 1973년 | 가네다 마사이치           | 3위  | 130  | 70   | 49   | 11     | .588 | (2)(2) | .264 | 139  | 3.43       | 전기 2위, 후기 2위 |
| 1974년 | 가네다 마사이치           | 1위  | 130  | 69   | 50   | 11     | .580 | (2)(1) | .265 | 114  | 3.18       | 전기 2위, 후기 1위 |
| 1975년 | 가네다 마사이치           | 4위  | 130  | 59   | 65   | 6      | .476 | (6)(2) | .259 | 108  | 3.33       | 전기 6위, 후기 2위 |
| 1976년 | 가네다 마사이치           | 3위  | 130  | 63   | 56   | 11     | .529 | (3)(3) | .258 | 99   | 2.96       | 전기 3위, 후기 3위 |
| 1977년 | 가네다 마사이치           | 3위  | 130  | 60   | 57   | 13     | .513 | (5)(1) | .270 | 111  | 3.17       | 전기 5위, 후기 1위 |
| 1978년 | 가네다 마사이치           | 4위  | 130  | 53   | 62   | 15     | .461 | (5)(3) | .269 | 115  | 4.01       | 전기 5위, 후기 3위 |
| 1979년 | 야마우치 가즈히로         | 4위  | 130  | 55   | 63   | 12     | .466 | (4)(3) | .274 | 150  | 4.30       | 전기 4위, 후기 3위 |
| 1980년 | 야마우치 가즈히로         | 2위  | 130  | 64   | 51   | 15     | .557 | (1)(3) | .280 | 184  | 4.15       | 전기 1위, 후기 3위 |
| 1981년 | 야마우치 가즈히로         | 3위  | 130  | 63   | 57   | 10     | .525 | (1)(3) | .277 | 126  | 4.16       | 전기 1위, 후기 3위 |
| 1982년 | 야마모토 가즈요시         | 5위  | 130  | 54   | 69   | 7      | .439 | (6)(4) | .263 | 123  | 4.24       | 전기 6위, 후기 4위 |
| 1983년 | 야마모토 가즈요시         | 6위  | 130  | 43   | 76   | 11     | .361 | 39.5   | .264 | 128  | 5.12       |                    |
| 1984년 | 이나오 가즈히사           | 2위  | 130  | 64   | 51   | 15     | .557 | 8.5    | .275 | 149  | 4.22       |                    |
| 1985년 | 이나오 가즈히사           | 2위  | 130  | 64   | 60   | 6      | .516 | 15     | .287 | 168  | 4.80       |                    |
| 1986년 | 이나오 가즈히사           | 4위  | 130  | 57   | 64   | 9      | .471 | 13     | .281 | 171  | 4.34       |                    |
| 1987년 | 아리토 미치요             | 5위  | 130  | 51   | 65   | 14     | .440 | 20     | .264 | 104  | 3.67       |                    |
| 1988년 | 아리토 미치요             | 6위  | 130  | 54   | 74   | 2      | .422 | 21     | .262 | 100  | 4.38       |                    |
| 1989년 | 아리토 미치요             | 6위  | 130  | 48   | 74   | 8      | .393 | 21.5   | .266 | 119  | 4.50       |                    |
| 1990년 | 가네다 마사이치           | 5위  | 130  | 57   | 71   | 2      | .445 | 25     | .262 | 132  | 4.22       |                    |
| 1991년 | 가네다 마사이치           | 6위  | 130  | 48   | 77   | 5      | .384 | 33.5   | .260 | 89   | 4.23       |                    |
| 1992년 | 야기사와 소로쿠           | 6위  | 130  | 54   | 74   | 2      | .422 | 26.5   | .241 | 89   | 3.82       |                    |
| 1993년 | 야기사와 소로쿠           | 5위  | 130  | 51   | 77   | 2      | .398 | 23.5   | .251 | 95   | 4.08       |                    |
| 1994년 | 야기사와 소로쿠           | 5위  | 130  | 55   | 73   | 2      | .430 | 21     | .261 | 104  | 4.50       |                    |
| 1995년 | 바비 밸런타인             | 2위  | 130  | 69   | 58   | 3      | .543 | 12     | .254 | 88   | 3.27       |                    |
| 1996년 | 에지리 아키라             | 5위  | 130  | 60   | 67   | 3      | .472 | 15.5   | .252 | 85   | 3.68       |                    |
| 1997년 | 곤도 아키히토             | 6위  | 135  | 57   | 76   | 2      | .429 | 19.5   | .249 | 75   | 3.84       |                    |
| 1998년 | 곤도 아키히토             | 6위  | 135  | 61   | 71   | 3      | .462 | 9.5    | .271 | 102  | 3.70       |                    |
| 1999년 | 야마모토 고지             | 4위  | 135  | 63   | 70   | 2      | .474 | 15.5   | .257 | 97   | 3.64       |                    |
| 2000년 | 야마모토 고지             | 5위  | 135  | 62   | 67   | 6      | .481 | 9      | .259 | 109  | 4.73       |                    |
| 2001년 | 야마모토 고지             | 5위  | 140  | 64   | 74   | 2      | .464 | 14     | .258 | 133  | 3.93       |                    |
| 2002년 | 야마모토 고지             | 4위  | 140  | 67   | 72   | 1      | .482 | 23     | .247 | 101  | 3.72       |                    |
| 2003년 | 야마모토 고지             | 4위  | 140  | 68   | 69   | 3      | .496 | 14     | .271 | 145  | 4.37       |                    |
| 2004년 | 바비 밸런타인             | 4위  | 133  | 65   | 65   | 3      | .500 |        | .264 | 143  | 4.40       |                    |
| 2005년 | 바비 밸런타인             | 1위  | 136  | 84   | 49   | 3      | .632 |        | .282 | 143  | 3.21       |                    |
| 2006년 | 바비 밸런타인             | 4위  | 136  | 65   | 70   | 1      | .481 |        | .252 | 111  | 3.78       |                    |
| 2007년 | 바비 밸런타인             | 2위  | 144  | 76   | 61   | 7      | .555 | 2      | .262 | 107  | 3.26       |                    |
| 2008년 | 바비 밸런타인             | 4위  | 144  | 73   | 70   | 1      | .510 | 4.5    | .268 | 127  | 4.14       |                    |
| 2009년 | 바비 밸런타인             | 5위  | 144  | 62   | 77   | 5      | .446 | 18.5   | .256 | 135  | 4.23       |                    |
| 2010년 | 니시무라 노리후미         | 3위  | 144  | 75   | 67   | 2      | .528 | 2.5    | .275 | 126  | 4.10       |                    |
| 2011년 | 니시무라 노리후미         | 6위  | 144  | 54   | 79   | 11     | .406 | 33.5   | .241 | 46   | 3.40       |                    |
| 2012년 | 니시무라 노리후미         | 5위  | 144  | 62   | 67   | 15     | .481 | 10     | .257 | 64   | 3.13       |                    |
| 2013년 | 이토 쓰토무               | 3위  | 144  | 74   | 68   | 2      | .521 | 8.5    | .262 | 91   | 3.77       |                    |
| 2014년 | 이토 쓰토무               | 4위  | 144  | 66   | 76   | 2      | .465 | 14     | .251 | 96   | 4.14       |                    |
| 2015년 | 이토 쓰토무               | 3위  | 143  | 73   | 69   | 1      | .514 | 18.5   | .257 | 85   | 3.69       |                    |
| 2016년 | 이토 쓰토무               | 3위  | 143  | 72   | 68   | 3      | .514 | 15     | .256 | 80   | 3.66       |                    |
| 2017년 | 이토 쓰토무               | 6위  | 143  | 54   | 87   | 2      | .383 | 39     | .233 | 95   | 4.22       |                    |
| 2018년 | 이구치 다다히토           | 5위  | 143  | 59   | 81   | 3      | .421 | 28.5   | .247 | 78   | 4.04       |                    |
| 2019년 | 이구치 다다히토           | 4위  | 143  | 69   | 70   | 4      | .496 | 9.5    | .249 | 158  | 3.90       |                    |
| 2020년 | 이구치 다다히토           | 2위  | 120  | 60   | 57   | 3      | .513 | 14     | .235 | 90   | 3.81       |                    |
| 2021년 | 이구치 다다히토           | 2위  | 143  | 67   | 57   | 19     | .540 | 2.5    | .239 | 126  | 3.67       |                    |
| 2022년 | 이구치 다다히토           | 5위  | 143  | 69   | 73   | 1      | .486 | 7.5    | .231 | 97   | 3.39       |                    |
| 2023년 | 요시이 마사토             | 2위  | 143  | 70   | 68   | 5      | .507 | 15.5   | .239 | 100  | 3.40       |                    |

- 2023년 시즌 종료 기준, 순위에서 굵은 글씨는 일본 시리즈 우승.
- 통산 성적 : 4803승 399무 4778패(승률 .501)

## 구단 기록

### 경기·승패·승률에 관한 기록

1950년부터 현재까지의 팀 순위, 붉은점은 일본 시리즈 우승을 나타냄

- 리그 우승 : 5회

(1950년, 1960년, 1970년, 1974년, 2005년)
- 일본 시리즈 우승 : 4회

(1950년, 1974년, 2005년, 2010년)
- 클라이맥스 시리즈 우승 : 1회

(2010년)
- 아시아 시리즈 우승 : 1회

(2005년)
- 한일 클럽 챔피언십 우승 : 1회

(2010년)
- 센트럴·퍼시픽 교류전 우승 : 2회

(2005년, 2006년)
- 전기 우승 : 2회

(1980년 전기, 1981년 전기)
- 후기 우승 : 2회

(1974년 후기, 1977년 후기)
- A클래스 : 32회

(1950년 ~ 1952년, 1954년 ~ 1957년, 1959년, 1960년, 1968년 ~ 1971년, 1973년, 1974년, 1976년, 1977년, 1980년, 1981년, 1984년, 1985년, 1995년, 2005년, 2007년, 2010년, 2013년, 2015년 ~ 2016년, 2020년 ~ 2021년, 2023년 ~ 2024년)
- B클래스 : 43회

(1953년, 1958년, 1961년 ~ 1967년, 1972년, 1975년, 1978년, 1979년, 1982년, 1983년, 1986년 ~ 1994년, 1996년 ~ 2004년, 2006년, 2008년, 2009년, 2011년 ~ 2012년, 2014년, 2017년 ~ 2019년, 2022년)
- 연속 A클래스 진입 최장 기록(4년 타이 기록) : 2회(1954년 ~ 1957년, 1968년 ~ 1971년)
- 연속 B클래스 최장 기록(9년 타이 기록) : 2회(1986년 ~ 1994년, 1996년 ~ 2004년)
- 최하위 횟수 : 9회(1983년, 1988년, 1989년, 1991년, 1992년, 1997년, 1998년, 2011년, 2017년)
- 최다 승리 : 85승(1955년)
- 최다 패전 : 87패(2017년)
- 최다 무승부 : 15무(1978년, 1980년, 1984년)
- 최고 승률 : .704(1950년)
- 최저 승률 : .361(1983년)
- 최소 경기차 : 1경기차(1952년)
- 최대 경기차 : 39.5경기차(1983년)

### 그 외의 기록
- 최다 홈런 : 193개(1971년)
- 최소 홈런 : 56개(1953년)
- 최고 타율 : .287(1985년)
- 최저 타율 : .232(1965년)
- 최고 평균자책점 : 2.40(1956년)
- 최저 평균자책점 : 5.12(1983년)
- 최다 연승 : 18연승(1960년)
- 최다 연패 : 18연패(1998년)

## 역대 홈구장
- 고라쿠엔 구장(1950년 ~ 1962년)
- 도쿄 스타디움(1962년 ~ 1972년)
- 미야기 구장(1973년 ~ 1977년)
- 가와사키 구장(1978년 ~ 1991년)
- ZOZO 마린 스타디움(1992년 ~ )

## 역대 외국인 선수
- 레론 리
- 레온 리
- 에릭 힐만
- 훌리오 프랑코
- 브라이언 코리
- 브라이언 워런
- 크레이그 브라젤
- 세스 그레이싱어
- 브라이언 시코스키
- 야마이코 나바로
- 이승엽
- 김태균

## 같이 보기
- 롯데 자이언츠
- 장쑤 페가수스
- 롯데홀딩스